# Arreux
Arreux és un municipi francès situat al departament de les Ardenes i a la regió del Gran Est. L'any 2007 tenia 363 habitants.

## Demografia

### Població
El 2007 la població de fet d'Arreux era de 363 persones. Hi havia 128 famílies de les quals 12 eren unipersonals (8 homes vivint sols i 4 dones vivint soles), 36 parelles sense fills, 64 parelles amb fills i 16 famílies monoparentals amb fills.
La població ha evolucionat segons el següent gràfic:
Habitants censats

### Habitatges
El 2007 hi havia 136 habitatges, 132 eren l'habitatge principal de la família, 1 era una segona residència i 3 estaven desocupats. 132 eren cases i 4 eren apartaments. Dels 132 habitatges principals, 110 estaven ocupats pels seus propietaris, 18 estaven llogats i ocupats pels llogaters i 4 estaven cedits a títol gratuït; 2 tenien dues cambres, 7 en tenien tres, 25 en tenien quatre i 98 en tenien cinc o més. 112 habitatges disposaven pel capbaix d'una plaça de pàrquing. A 44 habitatges hi havia un automòbil i a 80 n'hi havia dos o més.

### Piràmide de població
La piràmide de població per edats i sexe el 2009 era:
| Homes | Edats   | Dones |
| ----- | ------- | ----- |
| 0     | 95 o +  | 0     |
| 0     | 90 a 94 | 0     |
| 0     | 85 a 89 | 8     |
| 0     | 80 a 84 | 0     |
| 0     | 75 a 79 | 0     |
| 4     | 70 a 74 | 4     |
| 12    | 65 a 69 | 4     |
| 4     | 60 a 64 | 8     |
| 4     | 55 a 59 | 4     |
| 4     | 50 a 54 | 16    |
| 8     | 45 a 49 | 12    |
| 16    | 40 a 44 | 16    |
| 20    | 35 a 39 | 12    |
| 16    | 30 a 34 | 16    |
| 4     | 25 a 29 | 4     |
| 4     | 20 a 24 | 4     |
| 12    | 15 a 19 | 12    |
| 32    | 10 a 14 | 20    |
| 20    | 5 a 9   | 8     |
| 8     | 0 a 4   | 8     |

## Economia
El 2007 la població en edat de treballar era de 253 persones, 186 eren actives i 67 eren inactives. De les 186 persones actives 178 estaven ocupades (95 homes i 83 dones) i 8 estaven aturades (5 homes i 3 dones). De les 67 persones inactives 22 estaven jubilades, 25 estaven estudiant i 20 estaven classificades com a «altres inactius».

### Ingressos
El 2009 a Arreux hi havia 129 unitats fiscals que integraven 361 persones, la mediana anual d'ingressos fiscals per persona era de 21.450 €.

### Activitats econòmiques
Dels 7 establiments que hi havia el 2007, 1 era d'una empresa de fabricació d'altres productes industrials, 4 d'empreses de construcció, 1 d'una empresa de comerç i reparació d'automòbils i 1 d'una empresa de serveis.
Dels 5 establiments de servei als particulars que hi havia el 2009, 1 era un taller de reparació d'automòbils i de material agrícola, 2 paletes, 1 guixaire pintor i 1 lampisteria.

## Equipaments sanitaris i escolars
El 2009 hi havia una escola elemental integrada dins d'un grup escolar amb les comunes properes formant una escola dispersa.

## Poblacions més properes
El següent diagrama mostra les poblacions més properes.